# 八山站
八山站（日语：／ Hakkayama eki */?）是位於富山縣富山市石坂新，富山地方鐵道（地鐵）射水線的鐵路車站（廢站）。

## 歷史
- 1924年（大正13年）10月12日：越中電氣軌道富山北口站至四方站之間開通，御廟口站（日语：／）（第一代）啟用[1]。車站距離新富山站起點2.1公里處[2]。
- 1927年（昭和2年）2月13日：鐵路公司名稱改為越中鐵道。成為越中鐵道的車站[2]。
- 1929年（昭和4年）6月15日：御廟口站（第一代）被廢除。同時在該站靠近四方一方0.7公里處設置上御廟口站（第二代）[1]（新站距離新富山站起點2.8公里處[2]）。
- 1929年（昭和4年）- 1930年（昭和5年）：改名為八山站[1]。營業距離變更為2.7公里（距離新富山站起點）[1]。
- 1943年（昭和18年）1月1日：隨著進行交通整合，成為富山地方鐵道射水線的車站[1][2]。
- 1974年（昭和49年）4月5日：列車交會設備被撤走[3][4]。
- 日期不詳：變為業務委託車站[5]。
- 1980年（昭和55年）4月1日：射水線廢除，此站也被廢除[1][2]。

## 車站構造
截至車站廢除前，此站是一座地面車站，設有1面1線的單式月台。月台在路軌的西邊（新港東口方向的列車會開啟左邊車門，舊下行線）。曾經此站設有2面2線的相對式月台，當時可進行列車交會。靠近站舍一方的月台（西邊）是下行線，對面月台（東邊）是上行線。後來舊上行線在廢除交會設備後變成側線，舊月台仍然存在。
此站是業務委託車站。站舍位於站內西邊。由於車站建設在路堤上，因此站舍與月台之間設有混凝土製有蓋樓梯。站舍是一座設有三角屋頂的西式建築物。在舊上行線月台中設有有蓋候車室。
在昭和30年代前，附近的八ヶ山設有「八山遊園」。在旅遊季節等時期設有從此站到發的臨時列車。在南方設有富山健康中心，在學校的實地考察活動中常常前往該處。
在車站北邊靠近八町一方設有變電站。

## 車站周邊
- 富山縣道7號富山八尾線（日语：富山県道7号富山八尾線）
- 八山遊園（日语：八ヶ山遊園） - 現已結業。為其中一處賞櫻場所[5]。
- 吳羽山公園 - 該處設有五百羅漢[5]。
- 神通川

## 現狀
附近的路軌遺址變成富山地鐵巴士的專用道路。在此站附近設有富山方向的入口。從專用道路的走線中可看出鐵路時代的大約情況。截至1997年（平成9年），月台已經變成路基的一部分。在舊上行線一方的月台上蓋已改為供巴士使用。站舍已經被撤去（日期不詳）。月台和站舍之間的樓梯還存在（但是屋頂已經被撤去）。截至2006年（平成18年）5月也是同樣，還可確認站舍遺址的檢票口。在2010年（平成22年）的情況也是同樣。截至2018年（平成30年），站舍已被撤去。
關於在車站北邊的變電站，截至1997年（平成9年），該變電站還存在。後來在2006年（平成18年）5月至2008年（平成20年）之間被拆毀。
此站的候車室在廢站後變成了巴士候車室，後來在2017年被拆毀。

## 相鄰車站
富山地方鐵道
射水線
富山北口－八山－八町
在此站未被遷移前（御廟口站時代），此站至八町站之間曾經設有一座百塚站（日语：／）（在1924年（大正13年）10月12日啟用，在1929年（昭和4年）6月15日廢除）。

## 注腳
1. 1 2 3 4 5 6 7  《日本鐵道旅行地圖帳 全線全站全廢線 6 北信越》（監修：今尾惠介，新潮社，2008年10月發行）34頁
2. 1 2 3 4 5  （JTB出版，2010年4月發行）211-212頁
3. ↑  《RM LIBRARY 107 富山地鐵笹津・射水線》（著：服部重敬，NEKO PUBLISHING，2008年7月發行）35頁
4. 1 2 3  （著：寺田裕一，NEKO PUBLISHING，2010年12月發行）49,51-52頁
5. 1 2 3 4 5 6 7 8 9  《RM LIBRARY 107》38,41頁
6. ↑  《鐵道模型趣味》（機藝出版社）1981年3月號57頁
7. 1 2 3 4  《富山廢線紀行》（著：草卓人，桂書房，2008年7月發行）63-64頁
8. 1 2 3 4 5  （JTB出版，1997年5月發行）108-109頁。
9. ↑  49-51頁。

## 相關項目
- 日本鐵路車站列表 Ha